# Réseaux de régulation génique et cancer
 (avril 2024).
La mise en forme du texte ne suit pas les recommandations de Wikipédia : il faut le « wikifier ».
Les points d'amélioration suivants sont les cas les plus fréquents. Le détail des points à revoir est peut-être précisé sur la page de discussion.
- Les titres sont pré-formatés par le logiciel. Ils ne sont ni en capitales, ni en gras.
- Le texte ne doit pas être écrit en capitales (les noms de famille non plus), ni en gras, ni en italique, ni en « petit »…
- Le gras n'est utilisé que pour surligner le titre de l'article dans l'introduction, une seule fois.
- L'italique est rarement utilisé : mots en langue étrangère, titres d'œuvres, noms de bateaux, etc.
- Les citations ne sont pas en italique mais en corps de texte normal. Elles sont entourées par des guillemets français : « et ».
- Les listes à puces sont à éviter, des paragraphes rédigés étant largement préférés. Les tableaux sont à réserver à la présentation de données structurées (résultats, etc.).
- Les appels de note de bas de page (petits chiffres en exposant, introduits par l'outil «  Source ») sont à placer entre la fin de phrase et le point final[comme ça].
- Les liens internes (vers d'autres articles de Wikipédia) sont à choisir avec parcimonie. Créez des liens vers des articles approfondissant le sujet. Les termes génériques sans rapport avec le sujet sont à éviter, ainsi que les répétitions de liens vers un même terme.
- Les liens externes sont à placer uniquement dans une section « Liens externes », à la fin de l'article. Ces liens sont à choisir avec parcimonie suivant les règles définies. Si un lien sert de source à l'article, son insertion dans le texte est à faire par les notes de bas de page.
- La présentation des références doit suivre les conventions bibliographiques. Il est recommandé d'utiliser les modèles {{Ouvrage}}, {{Chapitre}}, {{Article}}, {{Lien web}} et/ou {{Bibliographie}}. Le mode d'édition visuel peut mettre en forme automatiquement les références.
- Insérer une infobox (cadre d'informations à droite) n'est pas obligatoire pour parachever la mise en page.

Pour une aide détaillée, merci de consulter Aide:Wikification.
Si vous pensez que ces points ont été résolus, vous pouvez retirer ce bandeau et améliorer la mise en forme d'un autre article.
 (mai 2024).
Les réseaux de régulation génique (RRG) jouent un rôle crucial dans le contrôle de l'expression des gènes nécessaires au développement normal et au fonctionnement des cellules. Dans le contexte du cancer, les dysfonctionnements dans ces réseaux peuvent conduire à une prolifération cellulaire incontrôlée, à l'évasion de l'apoptose, et à d'autres caractéristiques oncogéniques.

## Représentation sous forme de graphe

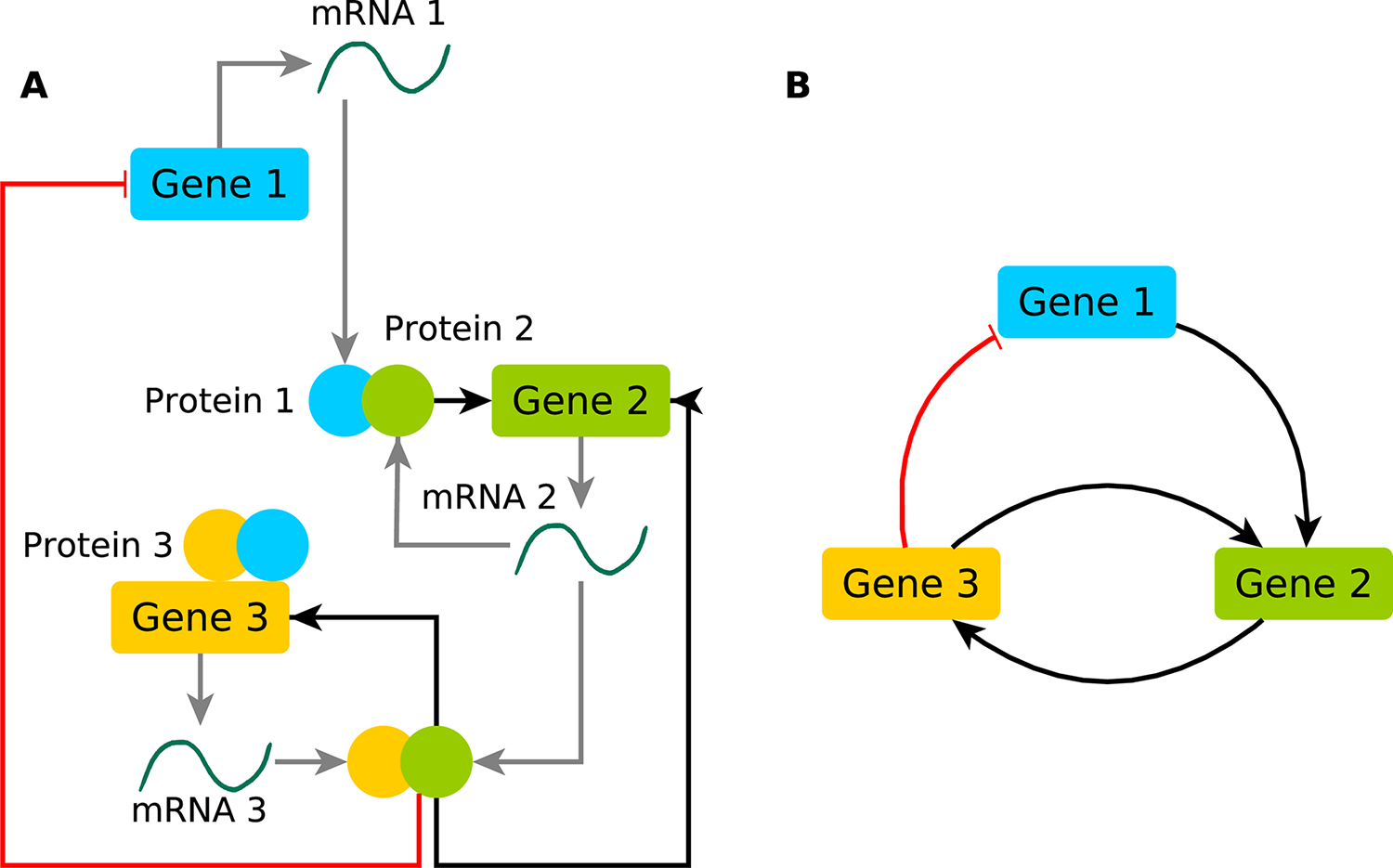
Modèle simplifié de RRG

Les RRG peuvent être analysés et représentés en utilisant les principes de la théorie des graphes, un domaine des mathématiques qui étudie les graphes comme modèles d'interactions et de relations entre des ensembles de points. Dans les RRG, les nœuds du graphe représentent diverses entités moléculaires telles que les gènes et les facteurs de transcription, tandis que les arêtes illustrent les interactions biologiques entre ces entités, comme l'activation ou la répression génique.
Cette représentation graphique offre un moyen intuitif de visualiser et de comprendre les structures complexes et les interactions au sein des réseaux de gènes. Elle permet d'appliquer des algorithmes pour analyser la topologie du réseau, identifier les composants les plus influents, et découvrir des sous-réseaux ou des motifs qui sont essentiels pour des fonctions biologiques spécifiques. Par exemple, l'analyse des graphes peut révéler des nœuds avec une centralité élevée qui sont cruciaux pour la stabilité du réseau ou son comportement en réponse à des perturbations externes.

## Définition et fonctionnement des RRG
Un RRG consiste en un ensemble de facteurs de transcription qui régulent l'expression des gènes en se liant à des séquences spécifiques de l'ADN, appelées éléments régulateurs. Les interactions dans un RRG peuvent être positives (activation) ou négatives (répression). Les régulations sont souvent complexes et peuvent inclure des boucles de rétroaction, des motifs en réseau et des interactions multicouches. Ces réseaux sont essentiels pour maintenir l'homéostasie cellulaire et orchestrer des réponses complexes comme la différenciation cellulaire, la réponse au stress, et l'apoptose,.
Les RRG sont cruciaux pour comprendre les processus biologiques et la carcinogenèse. L'étude des RRG peut également mener à des avancées dans les domaines de la biologie synthétique et de la médecine personnalisée, notamment dans le traitement des maladies génétiques et le développement de thérapies ciblées.

## Modélisation dynamique des RRG
La modélisation des RRG est souvent effectuée à l'aide de techniques bio-informatiques qui incluent des approches statistiques, des algorithmes d'apprentissage automatique et des simulations dynamiques. Ces modèles permettent de prédire le comportement des réseaux sous différentes conditions expérimentales et peuvent aider à identifier de nouveaux composants et interactions clés.
La modélisation dynamique des RRG consiste à utiliser des modèles mathématiques pour simuler et analyser les variations temporelles de l'expression des gènes au sein d'un réseau. Cette démarche est essentielle pour déchiffrer les mécanismes complexes de la biologie cellulaire et pour comprendre comment les changements dans l'expression génique affectent les processus cellulaires dans des contextes normaux et pathologiques, tels que le cancer.

### Types de modèles dynamiques
Les modèles dynamiques pour les RRG utilisent différentes approches mathématiques pour représenter les interactions et les dynamiques des composants génétiques.

#### Équations différentielles
Ces modèles continus utilisent des équations différentielles ordinaires (EDO) ou des équations différentielles partielles (EDP) pour modéliser les taux de changement de l'expression des gènes en fonction des interactions régulatrices. Ils sont particulièrement utiles pour décrire des systèmes où les interactions et les paramètres sont bien connus et peuvent être quantifiés précisément. Ces modèles peuvent décrire la dynamique des RRG sous une forme déterministe ou inclure des termes stochastiques pour tenir compte de l'incertitude et de la variabilité intrinsèque des processus biologiques.

#### Réseaux booléens
Ces modèles simplifient l'état de chaque gène à deux niveaux possibles, "actif" ou "inactif" (on/off). Les réseaux booléens sont particulièrement adaptés pour modéliser des réseaux de grande taille quand les détails précis des interactions ne sont pas entièrement disponibles ou lorsque les données sont limitées. Ils utilisent des règles logiques pour simuler comment les gènes s'activent ou se répriment mutuellement.

#### Modèles stochastiques
Ces modèles introduisent le hasard dans la simulation des réseaux génétiques, prenant en compte le bruit moléculaire et les fluctuations des expressions géniques. Ils sont cruciaux pour étudier des systèmes où la variabilité est significative, comme dans les cas de faibles nombres de molécules ou dans les analyses de cellules individuelles.

### Applications en recherche sur le cancer
Dans le contexte du cancer, la modélisation dynamique des RRG permet de mieux comprendre comment les altérations génétiques et les déséquilibres dans l'expression des gènes contribuent à la tumorigenèse et à la progression tumorale.

#### Analyse de la progression tumorale
Les modèles peuvent simuler la manière dont les changements génétiques mènent à des états cellulaires de plus en plus agressifs, aidant à identifier les étapes clés du développement du cancer.

#### Simulation des réponses aux traitements
Les modèles dynamiques peuvent prévoir comment les cellules cancéreuses réagissent aux thérapies, en simulant l'impact de différents médicaments sur l'expression des gènes. Cela aide à concevoir des thérapies ciblées qui peuvent perturber spécifiquement les voies moléculaires altérées dans les tumeurs.

#### Identification de nouvelles cibles thérapeutiques
En analysant les points de contrôle critiques et les nœuds influents dans les RRG, les modèles dynamiques peuvent suggérer de nouvelles cibles pour les interventions pharmacologiques.

## Algorithmes d'inférence pour les RRG
L'inférence des RRG est une démarche essentielle pour comprendre les mécanismes complexes qui régissent l'expression des gènes dans les cellules biologiques. Ce processus utilise des algorithmes avancés pour extraire, à partir de vastes ensembles de données expérimentales, des informations sur les interactions et les régulations entre différents gènes. Ces algorithmes ont évolué au fil des années, devenant de plus en plus précis et capables de gérer des volumes de données de plus en plus importants.
Les algorithmes d'inférence des RRG peuvent être classés en plusieurs grandes catégories selon les méthodes et les principes qu'ils utilisent pour établir les liens entre les gènes. Parmi les approches les plus courantes, on trouve les méthodes basées sur la corrélation, qui supposent que les gènes qui présentent des modèles d'expression similaires sont probablement régulés de manière coordonnée. Ces méthodes sont intuitives et faciles à appliquer mais peuvent parfois conduire à des interprétations erronées en cas de corrélations fortuites.
Une autre catégorie importante est celle des approches basées sur l'information théorique, telles que celles utilisant l'information mutuelle. Ces méthodes tentent de mesurer non seulement la force mais aussi la quantité d'information partagée entre les expressions de deux gènes, ce qui permet de détecter des relations non linéaires qui pourraient échapper aux méthodes basées sur la corrélation.
Les réseaux bayésiens représentent une autre technique influente dans l'inférence des RRG. En utilisant des statistiques bayésiennes, ces modèles estiment la probabilité d'interactions entre gènes en intégrant des connaissances préalables et en actualisant ces croyances à mesure que de nouvelles données sont disponibles. Cette approche est particulièrement utile pour incorporer des hypothèses biologiques dans le modèle d'inférence et pour traiter l'incertitude inhérente aux données expérimentales complexes.
En outre, l'avènement des technologies de séquençage de nouvelle génération et des approches de biologie à cellule unique a engendré de nouvelles méthodes d'inférence adaptées à ces types de données. Par exemple, certains algorithmes récents exploitent les données de transcriptomique en série temporelle ou pseudotemporelle pour déduire les dynamiques des interactions génétiques, offrant ainsi une compréhension plus fine de la régulation génique dans le temps et en réponse à diverses conditions expérimentales ou physiologiques. Ces algorithmes d'inférence sont constamment mis à l'épreuve et améliorés grâce à des analyses de performance basées sur des jeux de données simulés ou réels. La comparaison de leur efficacité permet non seulement de valider les approches existantes mais aussi de stimuler le développement de nouvelles méthodes plus robustes et précises.
L'inférence des RRG reste un domaine en pleine évolution, avec des défis continus liés à la complexité des données, à la nécessité de modèles computationnels plus rapides et plus précis, et à l'intégration de divers types de données biologiques. À mesure que les algorithmes d'inférence deviennent plus avancés, ils ouvrent des perspectives passionnantes pour la recherche en médecine personnalisée et en thérapies géniques, transformant ainsi notre capacité à comprendre et à manipuler les systèmes biologiques à l'échelle moléculaire.

## Défis
L'inférence de RRG confronte les chercheurs à des défis complexes et continue d'offrir des perspectives prometteuses avec l'évolution des technologies et des méthodes d'analyse.

### Gestion de la complexité et de la variabilité des données
L'un des défis les plus importants en inférence des RRG est la gestion de la complexité et de la variabilité des données génomiques. Les données biologiques sont non seulement vastes mais également complexes, avec des niveaux d'interaction et des dynamiques qui changent selon les conditions expérimentales et environnementales. De plus, le bruit et l'incomplétude des données expérimentales ajoutent une couche supplémentaire de difficulté dans la distinction entre les signaux biologiques significatifs et le bruit de fond. Cela nécessite le développement de méthodes robustes capables de filtrer efficacement le bruit tout en capturant la complexité biologique sous-jacente.

### Scalabilité des algorithmes
Avec l'augmentation de la disponibilité des données génomiques, en particulier avec les approches de séquençage à haut débit et à cellule unique, il est crucial que les algorithmes d'inférence soient capables de traiter des ensembles de données de grande taille. La scalabilité devient un impératif technique et scientifique, poussant les chercheurs à optimiser les algorithmes pour des performances computationnelles élevées sans sacrifier la précision des résultats.

### Amélioration des modèles computationnels
Les modèles actuels doivent évoluer pour intégrer avec précision des éléments biologiques complexes tels que les interactions non linéaires, les effets des modifications épigénétiques et les influences du microenvironnement tumoral. Les modèles qui tiennent compte de ces facteurs de manière détaillée et précise pourraient ouvrir la voie à des découvertes significatives dans la compréhension des mécanismes de régulation génique et leur dysfonctionnement dans les cancers.

### Intégration de l'intelligence artificielle
L'intelligence artificielle et l'apprentissage automatique offrent des opportunités révolutionnaires pour l'inférence des RRG. En particulier, l'apprentissage profond peut être utilisé pour découvrir des motifs et des relations complexes et non linéaires dans de grandes bases de données génomiques. Ces technologies peuvent améliorer significativement la capacité des chercheurs à modéliser des relations complexes à grande échelle et à prédire de nouvelles cibles thérapeutiques potentielles.

### Collaboration interdisciplinaire
Une collaboration renforcée entre biologistes, bio-informaticiens, et statisticiens est essentielle pour faire avancer le domaine de l'inférence des RRG. Cette collaboration peut conduire à des expériences mieux conçues, à l'amélioration des méthodes d'analyse et à une interprétation plus précise et pertinente des résultats, allant de l'analyse fondamentale à l'application clinique.